# إلهي الحبيب
إلهي الحبيب (بالإنجليزية: My Sweet Lord)‏ أغنية للموسيقي الإنجليزي جورج هاريسون (1943-2001)، صدرت في نوفمبر 1970 في ألبومه الثلاثي «كل الأشياء يجب أن تمر All Things Must Pass»، تم إصدارها أيضًا كأغنية فردية، وهي الأولى لهاريسون كفنان منفرد بعد إنفصاله عن البيتلز، وتصدرت قوائم مبيعات الأغاني في جميع أنحاء العالم كانت الأغنية الأكثر مبيعًا في عام 1971، في المملكة المتحدة. في أمريكا ، كانت الأغنية هي أول أغنية فردية من أحد أعضاء فريق البيتلز السابق. أعطى هاريسون الأغنية في الأصل لزميله الفنان بيلي بريستون لتسجيلها؛ وظهرت في سبتمبر 1970على البوم «كلمات مشجعة Encouraging Words» لبيلي بريستون، الذي شارك هاريسون في إنتاجه. كتب هاريسون الأغنية في مدح الإله الهندوسي كريشنا، كما كان يقصد أن تكون الكلمات بمثابة دعوة للتخلي عن الطائفية الدينية من خلال مزجه للكلمة العبرية هللويا مع ترانيم «هاري كريشنا» والصلاة الفيدية (الكتاب المقدس للديانة الهندوسية).
يتميز التسجيل بما يسمى (معالجة جدار الصوت Wall of Sound وهي  صيغة إنتاج الموسيقى  بطريقة المنتج فيل سبيكتور) وأيضا بتقنية جيتار هاريسون المنزلق، وكان من بين الموسيقيين الآخرين المشتركين في التسجيل بريستون، ورينجو ستار، وإريك كلابتون، وفريق بادفينجر.
لاحقًا في سبعينيات القرن الماضي، أقيمت ضد الأغنية دعوى إنتهاك حقوق النشر التي حظيت بتغطية إعلامية كبيرة نظرًا لتشابهها مع أغنية روني ماك «إنه بخير»، وأغنية ناجحة صدرت عام 1963 لمجموعة فتيات نيويورك «تشيفونز The Chiffons»، في عام 1976، تم إكتشاف أن هاريسون قام بسرقة الأغنية دون وعي، وهو حكم كان له تداعيات في جميع أنحاء صناعة الموسيقى، بدلاً من أغنية التشيفونز، قال هاريسون أن الشئ الذي ألهمه، هو الترنيمة المسيحية «أنه يوم سعيد Oh happy day»، والتي لا تتمتع بأى حقوق ملكية.
قام هاريسون بأداء الأغنية في الحفل الموسيقي لبنغلاديش في أغسطس 1971، ولا تزال الأغنية هي أكثر المقطوعات الموسيقية شعبية في مسيرته بعد إنفصاله عن فرقة البيتلز. قام العديد من الفنانين بغناء الأغنية، بما في ذلك آندي ويليامز وبيغي لي وإدوين ستار وجوني ماتيس ونينا سيمون وجوليو إغليسياس وريتشي هافينز وميجاديث وبوي جورج وإلتون جون وجيم جيمس وبوني برامليت وإليوت سميث.
إحتلت الأغنية المركز 460، في قائمة مجلة رولينج ستون «لأعظم 500 أغنية في كل العصور»، وصعدت الأغنية إلى المركز الأول في بريطانيا للمرة الثانية عندما أعيد إصدارها في يناير 2002، بعد شهرين من وفاة هاريسون. تم إدخال «إلهي الحبيب» إلى «جائزة غرامي لممر المشاهير» في عام 2014.

## خلفية الأغنية
بدأ جورج هاريسون كتابة الأغنية عندما كان هو وبيلي بريستون وإريك كلابتون في كوبنهاجن بالدنمارك، بحلول هذا الوقت، كان هاريسون قد كتب بالفعل "إسمعني يا رب Hear Me Lord" وجوبالا كريشنا" المتأثران بالإنجيل، وأيضا أغنية مع بريستون "غني واحدة للرب Sing one for the Lord". كان هاريسون قد سجل أيضا مع شركة "آبل" المملوكة لفريق البيتلز أغنيتين فرديتين ذات طابع ديني، هما: "رادا كريشنا تمبل Radha Krishna Temple وهاري كريشنا مانترا Hare Krishna Mantra  وهذه الأخيرة مستوحاة من أناشيد الديانة الفايشنافية (فرع من فروع الديانة الهندوسية) التي ظهرت قبل 5000 عام، والمانترا هي الهمهمات والكلمات التي يرددها المتعبد كتعويذة والتي ينشدها أعضاء الجمعية الدولية لحركة هاري كريشنا". أراد هاريسون بكل هذا، أن يدمج رسائل الديانتين المسيحية والفايشنافية فيما يمكن تسميته "تعويذة الإنجيل بترتيل الهندوس"، كما إستوحى هاريسون أيضا، من إدوين هوكينز وفرقته في أداء أغنيتهم "أيها اليوم السعيد The Edwin Hawkins Singers Oh Happy Day" وهي الترنيمة المسيحية من القرن الثامن عشر، وواصل العمل على هذا الموضوع، ليكمل الأغنية بمساعدة من بريستون، بمجرد عودتهما إلى لندن.

## التأليف
تعكس كلمات الأغنية رغبة هاريسون التي أعلن عنها كثيرًا، في إقامة علاقة مباشرة مع الله، معبراً عن ذلك بكلمات بسيطة يمكن أن تصل لجميع المؤمنين بكل الأديان، بغض النظر عن دينهم. إبتكر هاريسون غناء للكورال يتبادل كلمة التسبيح العبرية، «هللويا»، الشائعة في الديانتين المسيحية واليهودية، مع كلمات سنسكريتية (وهي المانترا  في عقيدة هاري كريشنا)، وفي سيرته الذاتية عام 1980، «أنا، نفسي، أشيائي I, Me, Mine»، أوضح هاريسون أن تكرار وتناوب «هللويا» و «هاري كريشنا» يظهر أن المصطلحين يعنيان «نفس الشيء تمامًا»، بالإضافة إلى جعل المستمعين يرددون المانترا «قبل أن يعرفوا ما يعني ذلك»

## التسجيل
أعد جورج هاريسون أكثر من 30 أغنية بعد تفكك فريق البيتلز، ليضمنهم البومه ذو الثلاثة إسطوانات «كل الأشياء يجب أن تمر»، وبالطبع كانت أغنية «إلهى الحبيب» واحدة منهم، وقال هاريسون: «كنت مترددًا في تسجيلها، خوفًا من إلزام نفسي علنًا بمثل هذه الرسالة الدينية العلنية»، أوضح هاريسون في كتابه «أنا، نفسي، أشيائي I, Me, Mine»، قائلا: «أنني الآن يجب أن أرتقي إلى مستوى ما، وفي الوقت نفسه رأيت أن لا أحد آخر قد تصدى لموضوع مثل هذا؛ أتمنى لو كان شخص آخر غيري يفعل ذلك». شارك فيل سبيكتور في إنتاج جلسات التسجيل في استوديوهات آبي رود.

## كلمات الإغنية
إلهى الحبيب My sweet Lord
يا ربي Mm, my Lord
يا ربي Mm, my Lord
أنا فعلا أريد رؤيتك I really want to see you
حقا أريد أن أكون معك Really want to be with you
أريد حقًا أن أراك يا رب Really want to see you, Lord
لكن الأمر يستغرق وقتًا طويلاً يا ربي But it takes so long, my Lord
إلهى الحبيب My sweet Lord
يا ربي Mm, my Lord
يا ربي Mm, my Lord
أريد حقا أن أعرفك I really want to know you
حقا أريد أن أسير معك Really want to go with you
أريد حقًا أن أريك يا رب Really want to show you, Lord
لن يستغرق الأمر وقتًا طويلاً يا ربي That it won't take long, my Lord
(هللويا) (Hallelujah)
إلهى الحبيب My sweet Lord
(هللويا) (Hallelujah)
ربي Mm my Lord
(هللويا) (Hallelujah)
إلهى الحبيب My sweet Lord
(هللويا) (Hallelujah)
حقا أريد رؤيتك Really wanna see you
حقا أريد رؤيتك Really wanna see you
حقا أريد أن أراك يا رب Really wanna see you, Lord
حقا أريد أن أراك يا رب Really wanna see you, Lord
لكن الأمر يستغرق وقتًا طويلاً يا ربي But it takes so long, my Lord
(هللويا) (Hallelujah)
إلهى الحبيب My sweet Lord
(هللويا) (Hallelujah)
يا ربي Mm, my Lord
(هللويا) (Hallelujah)
ربي My my my Lord
(هللويا) (Hallelujah)
أنا حقا أريد أن أعرفك I really wanna know you
(هللويا) (Hallelujah)
حقا أريد أسير معك Really wanna go with you
(هللويا) (Hallelujah)
أريد حقًا أن أريك يا رب Really wanna show you, Lord
لن يستغرق الأمر وقتًا طويلاً يا ربي That it won't take long, my Lord
(هللويا) (Hallelujah)
ممم Mmm
(هللويا) (Hallelujah)
إلهى الحبيب My sweet Lord
(هللويا) (Hallelujah)
ربي My my Lord
(هللويا) (Hallelujah)
ربي Mmm my Lord
(هاري كريشنا) (Hare Krishna)
ربي My my my Lord
(هاري كريشنا) (Hare Krishna)
ياربي الحبيب Oh my sweet Lord
(كريشنا، كريشنا) (Krishna, Krishna)
اوه Oohh
(هاري هاري) (Hare Hare)
الآن حقا أريد أن أراك Now I really wanna see you
(هاري راما) (Hare Rama)
حقا أريد أن أكون معك Really wanna be with you
(هاري راما) (Hare Rama)
حقا أريد أن أراك يا رب Really wanna see you, Lord
لكن الأمر يستغرق وقتًا طويلاً يا ربي But it takes so long, my Lord
(هللويا) (Hallelujah)
ربي Mmmm my Lord
(هللويا) (Hallelujah)
ربي My my my Lord
(هاري كريشنا) (Hare Krishna)
إلهى الحبيب My sweet Lord
(هاري كريشنا) (Hare Krishna)
إلهى الحبيب My sweet Lord
(كريشنا، كريشنا) (Hare Krishna)
ربي My Lord
(هاري هاري) (Hare Hare)
مممم Mmm
(جورور براهما) (Gurur Brahma)
مممم Mmm
(جورور فيشنو) (Gurur Vishnu)
مممم Mmm
(جورور ديفو) (Gurur Devo)
مممم Mmm
(ماهيشوارا) (Maheshwara)
إلهى الحبيب My sweet Lord
(كرور سكشات) (Gurur Sakshaat)
إلهى الحبيب My sweet Lord
(بارابراهما) (Parabrahma)
يا ربي My, my my Lord
(تسماي شري) (Tasmayi Shree)
يا ربي My, my my my Lord
(جروف نعمة) (Guruve Namah)
إلهى الحبيب My sweet Lord
(هير راما) (Hare Rama)
(هاري كريشنا) (Hare Krishna)
إلهى الحبيب My sweet Lord
(هاري كريشنا) (Hare Krishna)
إلهى الحبيب My sweet Lord
(كريشنا كريشنا) (Hare Krishna)

## صدور الأغنية
قبل وصول هاريسون إلى نيويورك في 28 أكتوبر لتنفيذ إعادة تدقيق أغنية «إلهى الحبيب»، أعلن هاريسون أنه لن يتم إصدار أي أغنية منفردة، حتى لا «ينتقص من تأثير» الألبوم الثلاثي، لكن جاء الإصرار من المدير التنفيذي لشركة آبل في الولايات المتحدة وآلان ستيكلر وأيضا مدير الأعمال ألين كلاين وسبيكتور، من أجل إصدار «إلهى الحبيب» كأغنية منفردة.
بحلول نهاية عام 1970، وخلال الأشهر الأولى من عام 1971، أصبحت الأغنية رقم 1 عالميًا، وأول أغنية لواحد من أعضاء الفريق تصدر له أغنية منفردة  وتصل إلى القمة، والأكثر مبيعًا بواسطة أي من الأربعة طوال السبعينيات. بدون دعم للأغنية بالظهور في حفلة موسيقية أو مقابلات ترويجية من هاريسون، كان النجاح التجاري للأغنية يرجع إلى تأثيرها في البث الاذاعي. يتذكر إلتون جون سماعه لأول مرة أغنية «إلهى الحبيب»، في سيارة أجرة ووصفها بأنها آخر الأغاني الفردية العظيمة في العصر وقال: «يا إلهي، لقد أصبت بقشعريرة، وقلت ما هذا، ما هذا، ما هذا؟». قال الكاتب والصحفي المتخصص في الموسيقى ميكال جيلمور: «إنها تنتشر في الإذاعات وفي وعي الشباب مثل أي شيء أنتجه فريق البيتلز». بلغت مبيعات الأغنية الفردية في جميع أنحاء العالم 5 ملايين نسخة بحلول عام 1978، مما يجعلها واحدة من أفضل الأغاني الفردية مبيعًا على الإطلاق، وبحلول عام 2010، باعت أكثر من 10 ملايين نسخة. عادت الأغنية إلى المركز الأول مرة أخرى في المملكة المتحدة عندما أعيد إصدارها في يناير 2002، بعد شهرين من وفاة هاريسون بالسرطان عن عمر يناهز 58 عامًا.

## إستقبال الأغنية
كتب بيتر لافيزولي (مؤلف كتب متخصص في الموسيقى): «أول أغنية فردية لهاريسون كانت كل ما أراد الناس سماعه، تناغمات متلألئة، قيثارات صوتية لامعة، مع طبول رينجو ستار، وعزف هاريسون المنفرد». قال جون لينون لأحد المراسلين الصحفيين، «في كل مرة أشغل فيها الراديو، أسمعها وبدأت أعتقد أنه لا بد من وجود إله»، وفي نهاية عام 1971، تصدرت الأغنية إستطلاعات الرأي التي أجرتها صحيفة «الميلودي ميكر» كأفضل أغنية في العام، وتم تكريم هاريسون كأفضل مغني لعام 1971، وفي عام 2010، صوت مستمعو راديو «أمريكا اون لاين»، لأغنية «إلهى الحبيب»، كأفضل أغنية من سنوات جورج هاريسون المنفردة، كما قام كل من ميك جاغر وكيث ريتشاردز (من فريق الرولنج ستونز) بتسمية الأغنية ضمن مفضلاتهما الشخصية من بين جميع أغاني هاريسون. تربعت الأغنية على قمة قوائم أفضل الأغاني في سبعة عشر قائمة في دول مختلفة حول العالم. حصلت الأغنية على جائزة الجرامى كأفضل أغنية لعام 1972.
في 10 فبراير 1971، رفعت شركة «برايت تيونز» دعوى قضائية ضد هاريسون، مدعية إنتهاك حقوق النشر لأغنية الراحل روني ماك «إنه بخير جدا He's So Fine» والتي قدمها فريق التشيفونز Chiffons عام 1963، وفي الفترة التي تسبق إحالة القضية إلى المحكمة، سجل فريق التشيفونز نسخة من أغنية «إلهى الحبيب» بهدف لفت الانتباه إلى الدعوى، وصدر الحكم في سبتمبر 1976 لصالح خصوم هاريسون.
جورج هاريسون: غناء  وجيتار أكوستيك وجيتار منزلق وغناء مساند
إريك كلابتون: جيتار صوتي
بيت هام:  جيتار الصوتي
توم إيفانز: جيتار صوتي
جوي مولاند: جيتار أكوستيك
بيلي بريستون: بيانو
غاري رايت: بيانو كهربائي
كلاوس فورمان: جيتار باس
رينجو ستار: طبول وإيقاع
جيم جوردون: طبول وإيقاع
مايك جيبينز: الدف
جون بارهام: ترتيبات آلات النفخ الخشبية
بوبي ويتلوك: أرغن

## وصلات خارجية
https://www.songfacts.com/facts/george-harrison/my-sweet-lord إلهي الحبيب
https://www.beatlesbible.com/people/george-harrison/songs/my-sweet-lord/ إلهي الحبيب
https://www.youtube.com/watch?v=8qJTJNfzvr8 إلهي الحبيب
https://www.youtube.com/watch?v=NNrAoMwbm9g إلهي الحبيب
https://www.youtube.com/watch?v=4EJvizCVEyc إلهي الحبيب
https://www.youtube.com/watch?v=L020a84eGUw إلهي الحبيب